# Agence de presse de la République islamique
 (juin 2025).
Si vous disposez d'ouvrages ou d'articles de référence ou si vous connaissez des sites web de qualité traitant du thème abordé ici, merci de compléter l'article en donnant les références utiles à sa vérifiabilité et en les liant à la section « Notes et références ».
L'Agence de presse de la République islamique ou IRNA, de son nom anglais à valeur internationale Islamic Republic News Agency, est une des agences nationales de presse en Iran. Elle est sous l'autorité du ministère de la Culture et de l'Orientation islamique.

## Présentation
L'agence a été fondée en 1934 par le ministère des Affaires étrangères iranien sous le nom de Pars Agency. En décembre 1981, après la révolution iranienne, un décret du Madjles (Parlement) renomme l'agence en Agence presse de la république islamique.
Elle propose des dépêches en neuf langues : persan, anglais, arabe, turc, espagnol, serbe, français, chinois mandarin et russe. Elle emploie 2 000 personnes.
Son quartier général est basé à Téhéran. C'est une organisation voulue comme pro-gouvernementale

## Historique
Attachée au ministère de la Culture et de l'orientation islamique, l'Agence d'information de la République islamique, est une organisation gouvernementale. Elle a pour vocation de réaliser la célèbre maxime révolutionnaire du mouvement islamiste de 1978-79: indépendance, liberté, République islamique. Sachant bien que c'est l'idéologie politico-religieuse de ce dernier qui définit la notion de « l'indépendance » et qui trace les limites de la « liberté. » L'IRNA remplace en effet l'Agence Pars (Ajâns-e Pârs), créée en 1934, par le fondateur de la dynastie Pahlavi, Reza Chah. Le mot « agence » fut alors emprunté de la langue française, en raison des relations diplomatiques et culturelles étroites entre l'Iran et la France, et l'Agence Pars commença ses activités en publiant deux bulletins journaliers dont l'un était en français. De plus, au début, elle n'était abonnée qu'à l'Agence France-Presse; c'est par la suite que Reuters, Associated Press et United Press sont aussi devenus ses fournisseurs en informations. Un autre pays qui, en même temps que la France, offrit ses services à l'Agence Pars était la Turquie; et ceci, en raison des relations cordiales entre Reza Chah et Atatürk, dont les démarches et les réformes étaient devenues un modèle pour la laïcisation et la modernisation en Iran. Ainsi, l'Agence anatolienne avait accepté de transmettre les informations de l'Agence Pars aux autres pays du monde. Placée au sein du Ministère des affaires étrangères, l'unique Agence de presse iranienne était, dès le départ, considérée comme un « bureau de propagande » et durant son existence, elle réussit à présenter le chah d'Iran comme dépositaire des grands empereurs de la Perse Antique, et en même temps, à donner de l'Iran l'image d'un pays moderne qui s'occidentalisait entièrement. En 1940, l'agence Pars fut intégrée dans « l'Office général de la propagande » qui venait d'être créé. Elle l'a donc suivi dans ses divers déplacements, d'abord au ministère de la Culture, puis au ministère des Postes, Télégraphe et Téléphone avant d'être placé directement sous la supervision du premier ministre qui confia peu après, sa gestion au ministère du Travail. Enfin, en 1958, l'Office de la propagande devint indépendant et fusionna avec la Direction des Publications et de la Radio. Six ans plus tard, l'Agence Pars quitta l'Office de la propagande pour s'intégrer dans le ministère de l'information et du tourisme qui venait d'être fondé. Elle quitta également son titre français, « Ajâns », pour un nom persan « Khabar gozâri-ye Pârs » (agence d'information). 
Enfin, en 1975, elle devint une société gouvernementale indépendante avec un statut spécial, qui la maintenait sous la supervision du ministère de l'information et du tourisme. Cependant, la véritable expansion de Khabar gozâri-ye Pârs s'est effectuée après la Révolution islamique, lorsque le nouveau régime vit la nécessité de véhiculer des images de l'Iran islamique, de transmettre ses propres visions des événements du monde et de contrecarrer les informations propagées par les grandes agences mondiales sur l'Iran et la Révolution islamique"
Actuellement l'IRNA possède plus de quarante bureaux, 120 attachés de presse officiels, près de 300 pigistes à travers le pays et plus de trente bureaux à l'étranger (tandis que l'Agence Pars avait un seul bureau placé au sein de l'ONU). Ses locaux de Téhéran qui sont ceux de Khabar gozâri-ye Pârs.